# Chandarlapadu
Chandarlapadu là một trong 50 mandal thuộc huyện Krishna, bang Andhra Pradesh. The mandal is situated on the banks of Krishna River, bounded by Jaggayyapeta, Nandigama, Kanchikacherla mandals.